# Trygve Bøyesen
Trygve Carlsen Bøyesen (Skien, Telemark, 15 de febrer de 1886 – Skien, 27 de juliol de 1963) va ser un gimnasta noruec que va competir durant el primer quart del segle xx. En el seu palmarès destaquen tres medalles del programa de gimnàstica, sempre en competicions per equip com a membre de l'equip noruec.
El 1908 va prendre part en els Jocs Olímpics de Londres, on va guanyar la medalla de plata en la prova del concurs complet per equips. Quatre anys més tard, a Estocolm, guanyà la nova medalla de bronze en el concurs per equips, sistema suec del programa de gimnàstica. La darrera medalla l'aconseguí als Jocs d'Anvers, el 1920, on guanyà una nova medalla de plata en el concurs per equips, sistema lliure.